# Бінгем-Каньйон (копальня)
Кар'єр «Бінгем-Каньйон» (англ. Bingham Canyon Mine), більш відомий серед місцевих жителів як Kennecott Copper Mine, — відкрита копальня, що розробляє велике мідно-порфірове родовище на південному заході від Солт-Лейк-Сіті, штат Юта, в горах Окер. Кар'єр є найбільшою штучною екскавацією і найглибшою відкритою копальнею у світі, яка, як вважається, виробила більше міді, ніж будь-яка інша копальня в історії — понад 19 млн т. Шахта належить британсько-австралійській багатонаціональній корпорації Rio Tinto Group. Мідні розробки у кар'єрі Бінгем-Каньйон управляються компанією Kennecott Utah Copper Corporation, яка керує копальнею, збагачувальною фабрикою і плавильним заводом.
Кар'єр працює з 1906 і на сьогодні досяг глибини 1210 м, ширини 2,5 милі (4 км) і покриття 1900 гектарів (3,0 квадратних миль; 7,7 км²). Визначений Національною історичною пам'яткою в 1966 під назвою Bingham Canyon Open Pit Copper Mine. У квітні 2013 кар'єр пережив масивний зсув і дещо менший — у вересні цього ж року.
Залишкові запаси родовища оцінюються в 1,1–1,2 млрд т руди.

## Технологія розробки
Родовище розкрите тупиковою траншеєю з трьома залізничними тунелями і автомобільними з'їздами. Система розробки — транспортна. Глибина кар'єра близько 1210 м. Добуваються руди з вмістом 0,6-0,8 % міді та 0,025 % молібдену.